# Mohamed Amine Aoudia
Mohamed Amine Aoudia (arabul: محمد أمين عودية; El Harrach, 1987. június 6. –) algériai labdarúgó, a német másodosztályú FSV Frankfurt csatára.